# Guild Wars
Guild Wars er et online spil, udviklet af ArenaNet, som blev grundlagt af folk, der havde afgørende roller i udviklingen af Blizzard Entertainments gamle spil og services, såsom Diablo, Warcraft, StarCraft og BattleNet. ArenaNet er ejet af NCSoft, en Sydkoreansk spiludgiver.

## Generelt
På overfladen ligner Guild Wars et ganske almindeligt MMORPG, men på mange områder, adskiller det sig alligevel fra lignende spil som fx World of Warcraft. Guild wars er især blevet populært for ikke at have nogen månedlige omkostninger, hvilket ellers er normen for online rollespil. Har man først købt spillet, kan man spille det uden at skulle opgive kreditkortinformation m.v. ArenaNet møntede udtrykket CORPG for at distancere sig fra den mængde af andre MMORPG'er, der er på markedet. I stedet for at basere alle færdighederne på spillerens figur, er selve spillerens egne egenskaber i højere grad med til at bestemme udfaldet af f.eks. kamp. Af denne grund kan Guild Wars også betragtes som et spil med fremtid inden for eSport.[kilde mangler] Det er muligt at dygtiggøre sig ud over ens udstyr, og da det maksimale niveau i spillet er niveau 20, bliver pvp-kampene også mere retfærdige.
Guild Wars adskiller sig også fra andre MMORPG'er ved at benytte en speciel streaming teknologi, som bl.a. gør det muligt at opdatere spillet, eller områder af spillet uden at skulle genstarte serverene, så spillerene ikke forstyrres i deres spil imens der opdateres.
I modsætning til almindelige MMORPG'er kan man ikke have slag hvor flere hundrede personer kæmper imod hinanden. I stedet er der by-zoner hvor man kan danne grupper af op til 12 personer og tage ud og kæmpe i sin egen isolerede spilverden. En af producenterne af spillet, Jeff Strain, har udtalt at "Guild Wars ikke er MMORPG".

## Professioner
Der er i det originale spil 6 professioner. Senere er så blevet tilføjet 2 (Assasin og Ritualist) i Guild Wars: Factions og 2 (Dervish og Paragon) i Guild Wars: Nightfall. En figur er baseret på to forskellige professioner, en primærklasse og en sekundærklasse.

### Elementalist
Elementalist-klassen har magten over de fire elementer, jord, vind, ild og vand. De bruger deres kræfter på hovedsageligt at gøre skade og er den klasse, der kan give mest skade i et enkelt slag.
En elementalist kan gå op i niveau i de følgende egenskaber:
- Energibeholdning (Energy storage) [Primary Attribute]
- Ildmagi (Fire Magic)
- Vandmagi (Water Magic)
- Luftmagi (Air magic)
- Jordmagi (Earth Magic)

### Mesmer
Mesmere er mestre i illusion og kontrolmagi. De bruger deres egenskaber til at vende deres fjenders forcer imod dem selv og ændrer virkeligheden til at styrke sine allierede. Mesmere kan kaste magi utroligt hurtigt, hvilket kan være afgørende i opildnet kamp.
En mesmer kan gå op i niveau i de følgende egenskaber:
- Hurtigkastning (Fast Casting)[Primary attribute]
- Inspirationsmagi (Inspiration Magic)
- Dominationsmagi (Domination magic)
- Illusionsmagi (Illusion magic)

### Monk
Munke beskytter og hjælper sine allierede ved hjælp af stærk bøn. Dette kan være i form af heling af skader eller beskyttende magi. De kan også bruge deres bønner til at uddele skade til deres fjender.
En munk kan gå op i niveau i de følgende egenskaber:
- Guddommelig Tjeneste (Divine Favor) [Primary Attribute]
- Helbredelsesbønner (Healing Prayers)
- Beskyttelsesbønner (Protection Prayers)
- Skadende bønner (Smiting Prayers)

### Necromancer
Nekromantikere behersker evnen til at nedkalde døde ånder eller selve døden til at bekæmpe deres fjender eller hjælpe deres allierede. Ved at ofre en del af deres eget liv kan de kaste forskellige besværgelser på sig selv eller modstandere.
En nekromantiker kan gå op i niveau i de følgende egenskaber:
- Sjælehøstning (Soul Reaping)[Primary attribute]
- Blodmagi (Blood Magic)
- Forbandelser (Curses)
- Dødsmagi (Death Magic)

### Ranger
Bueskytter er venner af naturen. De bruger deres omgivelser til at beskytte sig selv og sine allierede eller til at gøre skade på deres fjender. De er mestre i afstandvåben og de besidder evnen til at få et dyr til at hjælpe sig.
En bueskytte kan gå op i niveau i de følgende egenskaber:
- Ekspertise (Expertise) [Primary Attribute]
- Skydefærdighed (Marksmanship)
- Vildmarksoverlevelse (Wilderness Survival)
- Dyreledelse (Beast Mastery)

### Warrior
Krigere er mestre i nærkamp. De baserer sig hovedsageligt på råstyrke og foretrækker at være så tæt på kampen som muligt. De er dog mere avancerede at spille end i mange andre spil, da adrenalin spiller en stor rolle i, om krigeren kan benytte sine evner fuldt ud.
En kriger kan gå op i niveau i de følgende egenskaber:
- Styrke (Strength) [Primary Attribute]
- Fægtekunst (Swordsmanship)
- Økse Evner (Axe Mastery)
- Hammer Evner (Hammer Mastery)
- Taktik (Tactics)

### Assasin
Lejemordere er nogle krigere der er baseret på "stealth" de har ikke så meget armor så de kan ikke tage så mange slag. Til gengæld kan de give utrolig meget skade på kort tid, bland det med mulighed for at teleportere og du har en farlig cocktail.
En assasin karakter kan kun oprettes i Factions kampagnen.
En assasin kan gå op i niveau i de følgende egenskaber:
- Kritiske Slag (Critical Strikes) [Primary Attribute]
- Kniv Evner (Dagger Mastery)
- Dødelige Færdigheder (Deadly Arts)
- Skygge Færdigheder (Shadow Arts)

### Ritualist
Ritualister er folk der lever for at styre ånderne. De kan fremmanne ånder der hjælper de allierede, eller skader fjenderne.
En ritualist kan lige som en Assasin kun oprettes i Factions kampagnen.
En ritualist kan gå op i niveau i de følgende egenskaber:
- Producering Kraft (Spawning Power) [Primary Attribute]
- Kanaliserings Magi (Channeling Magic)
- Kommunikation (Communing)
- Restorations Magi (Restoration Magic)

### Paragon
Paragon er en englens kriger, der går ind i en hver kamp som leder af gruppen. Han står mellem lang distance og nærkamps kæmpere, og ved hjælp af tilråb og kommandoer hjælper han til sejr.
En paragon kan kun oprettes i Nightfall kampagnen.
En Paragon kan gå op i niveau i de følgende egenskaber:
- Lederevner (Leadership) [Primary Attribute]
- Motivation (Motivation)
- Ordre (Command)
- Spyd Færdigheder (Spear Mastery)

### Dervish
En dervish er en hellig kriger, der går først ind i en hver kamp. De kæmper med en le for at ramme så mange fjender som muligt. Og bruger samtidig magi til at hele sig selv og allierede.
En dervish kan ligesom en paragon, kun oprettes i Nightfall kampagnen.
En Dervish kan gå op i niveau i de følgende egenskaber:
- Mystik (Mysticism) [Primary Attribute]
- Jordbønner (Earth Prayers)
- Le Færdigheder (Scythe Mastery)
- Vindbønner (Wind Prayers)